# Tribunale di grande istanza
Il Tribunale di grande istanza (in breve TGI) è un tribunale civile di primo grado in Francia.
È paragonabile al Landgericht tedesco, dove vengono negoziate controversie superiori a 10.000 euro. Esistono 161 tribunali di questo tipo in Francia, di cui sette nei territori francesi d'oltremare.
È stato sostituito dal tribunale giudiziario (TJ) a partire dal 1º gennaio 2020.
I tribunali impiegano due tipi di giudici o funzionari:
- I Magistrats du siège o magistrats assis sono paragonabili ai giudici in Germania. Assumono il ruolo di presidente e vicepresidente del tribunale, nonché l'amministrazione della giustizia come giudice ordinario.
- I Magistrats du parquet o magistrats debout agiscono in qualità di pubblico ministero in rappresentanza dell'interesse generale.